# Werner Fabricius
Werner Fabricius (ur. 10 kwietnia 1633 w Itzehoe, zm. 9 stycznia 1679 w Lipsku) – niemiecki kompozytor i organista.

## Życiorys
Był synem Alberta Fabriciusa, organisty w Itzehoe i Flensburgu. Kształcił się we Flensburgu u Paula Motha. Jako dziecko występował przed królem duńskim Chrystianem IV. W wieku 12 lat wyjechał do Hamburga, gdzie został uczniem Thomasa Sellego i Heinricha Scheidemanna. W 1650 roku podjął studia na Uniwersytecie Lipskim, gdzie studiował prawo, filozofię i nauki matematyczne. W 1656 roku został organistą uniwersyteckiego kościoła św. Pawła, a w 1658 roku organistą kościoła św. Mikołaja. 
Wydał dwa zbiory muzyki wokalnej, E.C. Homburgs geistlicher Lieder erster Theil na 2 głosy i basso continuo (Jena 1659) i Geistliche Arien, Dialogen, und Concerten na 4–6 głosów, basso continuo i instrumenty (Lipsk 1662) oraz zbiór utworów instrumentalnych Deliciae harmonicae oder Musikalische Ergötzung, von allerhand Paduanen, Alemanden, Couranten, Baletten, Sarabanden von 5 Stimmen na viole lub inne instrumenty i basso continuo (Lipsk 1656). Szereg innych jego utworów wokalnych i wokalno-instrumentalnych o charakterze okolicznościowym pozostało w rękopisach. Opublikował prace Unterricht wie man ein neu Orgelwerk in- und auswendig examiniren, und so viel wie möglich probiren soll (Frankfurt nad Menem 1656) oraz Manuductio zum General Bass bestehend aus lauter Excempeln (Lipsk 1675).
Jego synem był badacz starożytności Johann Albert Fabricius.